# Шумановци
Шумановци су насељено место у саставу града Кутјева, у западној Славонији, Република Хрватска.

## Историја
Житељи овог села су се по доласку Турака потурчили, па су са Турцима и побегли у Босну, а овамо су дошли нови српски (православни и католички) становници из Босне. При попису из 1702. године било их је 8 кућа, чији су домаћини били: Ловро Стипановић, Матија Андрић, Симо Вајновић, Максим Грубишић, Васо Бошњак, Матија Видовић, Паво Бошњак и Никола Бошњак.
До нове територијалне организације налазило се у саставу бивше велике општине Славонска Пожега.

## Становништво
На попису становништва 2011. године, Шумановци су имали 139 становника.
| Националност       | 1991.        |
| Хрвати             | 163 (98,78%) |
| Срби               | 0            |
| Југословени        | 0            |
| остали и непознато | 2 (1,21%)    |
| Укупно             | 165          |